# 里瓦德塞利亚
里瓦德塞亚，是西班牙阿斯图里亚斯的一个市镇。总面积84平方公里，总人口6252人（2001年），人口密度74人/平方公里。